# هنریک گریگوریانتس
هنریک پطروسی گریگوریانتس (ارمنی: Հենրիկ Պետրոսի Գրիգորյանց؛ زادهٔ ۲ ژانویهٔ ۱۹۴۵) یک سیاستمدار اهل ارمنستان است که از تاریخ ۱۹۹۹ تا تاریخ ۲۰۰۳ سمت نمایندگی دوره دوم مجلس ملی جمهوری ارمنستان را برعهده داشت.

## زندگی‌نامه
در ۲ ژانویهٔ ۱۹۴۵ در تفلیس به دنیا آمد و از دانشگاه دولتی زبان‌ها و علوم اجتماعی بروسوف ایروان فارغ‌التحصیل شد. 